# Auguste Vallet de Viriville
Pour les articles homonymes, voir Vallet.
Auguste Vallet de Viriville ou Auguste Vallet, né le 23 avril 1815 à Paris, où il est mort le 20 février 1868, est un historien, archéologue[réf. nécessaire] et archiviste français.

## Biographie
Auguste Vallet de Viriville est né à Paris le 23 avril 1815.
Élève de l'École royale des chartes, Auguste Vallet devient archiviste paléographe (1837). Il est ensuite archiviste du département de l'Aube puis du département de la Haute-Marne. Il rédige un important ouvrage intitulé Archives historiques du département de l'Aube. Il est ensuite élu professeur à l'École des chartes ; Anatole de Montaiglon lui succède à son décès.
En 1838, en tant que spécialiste de la guerre de Cent Ans, et de la biographie de personnages historiques tels que Jeanne d'Arc ou Charles VII de France, il est chargé, par le ministre de l'instruction publique, de rédiger l'itinéraire chronologique de Charles VII.
Pour Vallet de Viriville, La Chronique de la Pucelle est la source la plus importante pour la recherche historique médiévale concernant Jeanne d'Arc.
En 1849, il rédige un livre intitulé Histoire de l'instruction publique en Europe et principalement en France, depuis le christianisme jusqu'à nos jours.
En 1858, il doit supprimer la mention « de Viriville » de son nom.
Auguste Vallet meurt à Paris le 20 février 1868 à 52 ans.

## Sociétés savantes
- Membre correspondant de l'Académie des sciences, belles-lettres et arts de Savoie en 1861 ;
- Membre du Comité des travaux historiques et scientifiques, de 1836 à 1860 ;
- Vice-président de la Société de l'École des chartes ;
- membre résidant de la Société nationale des antiquaires de France, de 1855 à 1868.

## Publications
- Les archives historiques du département de l'Aube, 1841  ;
- Concilium Aegyptiacum [1672] : texte inédit que Leibniz présenta à Louis XIV ; traduction  par Auguste Vallet de Viriville, 1842, 32 p.
- Histoire de l'instruction publique en Europe et principalement en France, depuis le christianisme jusqu'à nos jours, 1849 ;
- Nouvelles recherches sur la famille et sur le nom de Jeanne Darc, dite la Pucelle d'Orléans, 1854 ;
- Des ouvrages alchimiques attribués à Nicolas Flamel, 1856
- La bibliothèque d'Isabeau de Bavière, femme de Charles VI, roi de France : suivie de la notice d'un livre d'heures qui parait avoir appartenu à cette princesse, 1858 ;
- Charles VII, roi de France, et ses conseillers, 1859 ;
- Chronique de la Pucelle, ou Chronique de Cousinot, suivie de la Chronique normande de P. Cochon, relatives aux règnes de Charles VI et de Charles VII, restituées à leurs auteurs et publiées pour la première fois intégralement à partir de l'an 1403, d'après les manuscrits, avec notes et développements, 1859 ;
- Iconographie historique: notice d'un manuscrit souabe de la bibliothèque royale de Stuttgart contenant la relation des voyages faits de 1453 à 1457 en Europe, en Asie et en Afrique par Georges d'Ehingen... accompagnée de 9 portraits de souverains de la chrétienté ;
- Histoire de Charles VII roi de France et de son époque 1403-1461, 1863-1865 ;
- Notice de quelques manuscrits précieux sous le rapport de l'art : écrits et peints en France durant l'époque de la domination anglaise au XVe siècle, 1866 ;
- Armorial de France, Angleterre, Écosse, Allemagne, Italie et autres puissances, composé vers 1450 par Gilles Le Bouvier, dit Berry, 1866.
- Procès de condamnation de Jeanne d'Arc dite la pucelle d'Orléans traduit du latin et publié intégralement en français d'après les documents manuscrits et originaux, Paris, 1867.